# Vjatka
För andra betydelser, se Vjatka (olika betydelser).

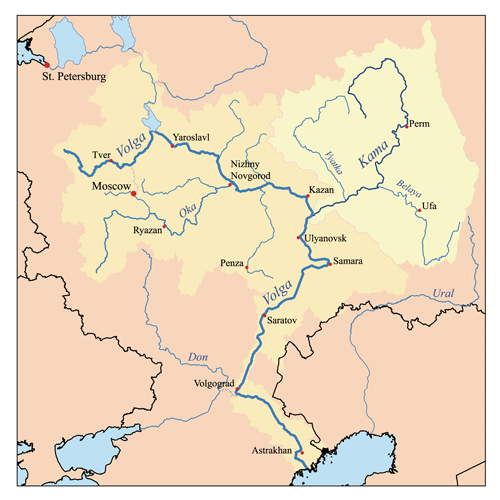
Karta över Vjatkaflodens utsträckning.

Vjatka (ryska: Вятка) är en biflod till Kama i centrala Ryssland. Kama är segelbar till staden Kirov (som förut hette Vjatka). Vjatkafloden är 1.250 km lång. 